# Епархия Ичана
 Епархия Ичана  (лат. Dioecesis Iciamensis) — епархия Римско-Католической церкви с центром в городе Ичан, Китай. Епархия Ичана входит в митрополию Уханя. Кафедральным собором епархии Ичана является церковь святого Франциска Ассизского в городе Ичан.

## История
2 сентября 1870 года Римский папа Пий IX издал бреве Quae hristianae rei, которым учредил Апостольский викариат Юго-западного Хубэя, выделив его из апостольского викариата Хубэя (сегодня — Архиепархия Уханя).
3 декабря 1924 года апостольский викариат Хубэя был переименован в апостольский викариат Ичана.
В 1936 и 1938 годах апостольский викариат Ичана передал часть своей территории апостольской префектуре Шаши и апостольскому викариату Шинаня (сегодня — Епархия Шинаня).
11 апреля 1946 года Римский папа Пий XII издал буллу Quotidie Nos, которой преобразовал апостольский викариат Ичана в епархию.

## Ординарии епархии
- епископ Alessio Maria Filippi (25.01.1876 — 22.11.1888);
- епископ Benjamin Christiaens (13.02.1889 — 1899);
- епископ Théotime Matthieu Verhaehen (27.04.1900 — 19.07.1904);
- епископ Modest Everaerts (24.12.1904 — 27.10.1922);
- епископ Johannes Trudo Jans (13.12.1923 — 9.09.1929);
- епископ Noël Gubbels (25.03.1930 — 18.11.1950);
- Sede vacante (с 18.11.1950 — по настоящее время).

## Источник
- Annuario Pontificio, Libreria Editrice Vaticana, Città del Vaticano, 2003, ISBN 88-209-7422-3
- Бреве Quae Christianae rei, Pii IX Pontificis Maximi Acta. Pars prima, Vol. V, Romae 1871, стр. 233 (лат.)
- Булла Quotidie Nos, AAS 38 (1946), стр. 301 (лат.)